# Vasas SC (baloncesto)
El Vasas SC, también conocido como Vasas Budapest, es un equipo de baloncesto húngaro con sede en la ciudad de Budapest, que compite en la B Division, la segunda competición de su país. Disputa sus partidos en el Sport11 Sportcentrum, con capacidad para 1,200 espectadores.

## Historia
El club fue fundado en 2003 por Péter Zöldi y Judit Skoumal bajo el nombre de MKB-Euroleasing Kosársulit, pasando a convertirse en la sección de baloncesto del Vasas SC en el año 2005, aunque no tenían equipo sénior. Como parte de este acuerdo, la entidad financiera Euroleasing renovó por completo el Pasasréti Sportcentrumot. Actualmente, el club vive principalmente de que es una academia de baloncesto, siendo la primera academia de baloncesto reconocida en Hungría. 
En el año 2012, el equipo de baloncesto sénior del Kozármisleny SE se trasladó a Budapest y desde ese mismo año hasta 2015, jugaron con el nombre de MKB-Euroleasing Vasas en la B Division (2ª división húngara), ya que descendieron esa temporada.
En 2015, se creó el Vasas-Akadémia Budapest, proclamándose esa misma temporada (2015-2016) campeones de la B Division  y  de la Hepp-kupa (Copa húngara de 2ª división), de tal forma que ascendieron a la A Division tras sólo un año de existencia.
Tres clubes han llevado el nombre de Vasas a lo largo de la historia, uno de ellos el MÁVAG Acélhang SE en 1948, otro de ellos su sucesor, el Vasas-MÁVAG, que se proclamó campeón de liga en 1950, aparte de ser subcampeón y quedar tercero en liga varias veces a lo largo de los años 1950's. El último club que llevó el nombre de Vasas, fue el Ganz-MÁVAG Vasas SE en los años 1960's y 1970's, desapareciendo en 1985 tras descender a la B Division.

## Nombres
| Denominación            | Período       |
| ----------------------- | ------------- |
| Vasas-Akadémia Budapest | 2015-2016     |
| Vasas Budapest          | 2016–presente |

## Registro por Temporadas
| Temporada | División | Liga       | Posición en liga | Play-Offs | Copa Húngara | Competición Europea | Competición Europea | Competición Europea |
| --------- | -------- | ---------- | ---------------- | --------- | ------------ | ------------------- | ------------------- | ------------------- |
| 2015–16   | 2ª       | B Division | 3º               | Campeones | –            |                     |                     |                     |
| 2016–17   | 1ª       | A Division | 13º              | Descenso  | –            |                     |                     |                     |
| 2017–18   | 2ª       | B Division |                  |           |              |                     |                     |                     |

## Palmarés

### Liga
- B Division

-   - Campeones (1): 2016

### Copas
- Hepp-kupa

-   - Campeones (1): 2016

## Jugadores destacados
| - Ryan Wright - Géza Andrássy - Márk Boros - Péter Faragó - Ákos Garamvölgyi - Ákos Horváth - Róbert Katona - Barnabás Kiss | - Norbert Kozma - Áron Moravcsik - Joel Nshimba - Balázs Peringer - Bence Steier - Gábor Surmann - Péter Surmann - Marcell Völgyi | - Sándor Zsemlye - A.J. Pacher - Ronnie Taylor - Sam Thompson |